# Ветриоло (Витербо)
Ветриоло је насеље у Италији у округу Витербо, региону Лацио.
Према процени из 2011. у насељу је живело 434 становника. Насеље се налази на надморској висини од 446 м.